# Маргарета Елізабет Роос
Маргарета Елізабет Роос або Анна Стіна Рус (1696 , Іжорія  — 1772 , Q15072239?, лен Уппсала ) — шведська військовичка-кросдресерка, солдатка шведської армії Карла XII під час Північної війни.

## Біографія
Маргарета Елізабет Роос народилася у сім'ї капітана у шведській провінції Інгрія в Карелії. Була зарахована до армії в 1713 році. Прослужила до кінця війни, під час якої відзначилася відвагою, за що отримала унтер-офіцерське звання.
Повідомляється, що Роос служила в полку генерал-фельдмаршала графа Карла Густава Дюккера (1663—1732), імовірно, так і не будучи викритою. Кажуть, що Роос була настільки «чоловічою» у манерах, а також мала чоловічий зріст, тож підозр щодо неї не було.
Роос залишила армію в 1721 році після Ништадського мирного договору, за яким Швеція офіційно передала Інгрію Російській імперії. Після війни вона три роки працювала головним дворецьким у домі графині Дюкер Гедвіг Вільгельміни Оксенстірни (1682—1758). Але під час хвороби Роос покоївка виявила її стать і повідомила графині. 
Графиня погодилася мовчати, але влаштувала їй шлюб з офіцером Джоном Густавом Ірвінгом (1683—1744), теж ветераном Північної війни. Шлюб зареєстрували в 1724 році, він тривав 20 років, протягом яких Роос народила щонайменше двох дітей. Після смерті чоловіка переїхала в Чепінг у Вестманланді. Її дочка Маргарета Шарлотта Ірвінг (1728—1765) одружилася з Нільсом Ларссоном Санделлом (1692—1757), вікарієм парафії Бро у Вестманланді. Більшу частину останніх років Роос провела з дочкою та зятем. Кажуть, що в старості вона демонструвала численні докази «чоловічого розуму».
Армійська служба Роос описана священиком в 1843 році, через 71 рік після її смерті, через що вважається непідтвердженою.
На відміну від інших військовичок, що прикидались чоловіками для служба в армії, як-от Ульріка Елеонор Столгаммер та Лісбета Олсдоттер, Маргарету Роос так і не виявили і не притягли до суду, тому вона не згадана в жодних судових документах, як і фальшиве ім'я, яке вона використовувала. Однак її історія добре відома і вважається, що вона вказує на певну толерантність і захоплення жінками, які служать солдатками, принаймні в аристократичних колах, незважаючи на те, що за тогочасним законодавством вдавати чоловіка вважалося серйозним злочином для жінки. Шлюб із чоловіком після служби також сприймався як показник того, що солдатський кросдресинг не знижує репутацію кандидатки на шлюб.

## Інші джерела
- Альф Оберґ (1999) Karolinska Kvinnoöden (Natur & Kultur)ISBN 91-27-07761-6, шведською мовою, сторінка 160